# Peter Ollerton
Peter Ollerton (ur. 20 maja 1951) – australijski piłkarz pochodzenia węgierskiego. Grał na pozycji napastnika.

## Kariera klubowa
Peter Ollerton jako junior występował w angielskich klubach Preston North End i Blackpool F.C. Pierwszym dorosłym klubem w jakim występował był amatorski klub Fleetwood Town F.C. W 1971 roku wyemigrował do Australii do klubu Ringwood Wilhelmina, który występował w I lidze stanu Victoria – Victorian State League (VSL). W 1974 przeszedł do APIA Leichhardt, w którym występował do 1975 roku, zdobywając z nim mistrzostwo stanu Nowa Południowa Walia – NSW League Division 1 w 1975 roku.
Potem w 1976 roku przeszedł do klubu South Melbourne i występował w nim do 1976 roku. Z South Melbourne zdobył mistrzostwo stanu Victoria – Victorian State League (VSL) w 1977 roku. W kolejnych latach grał kolejno w Marconi Stallions, Footscray JUST i Preston Makedonia, w którym zakończył karierę w 1980 roku. Z Preston Makedonia zdobył mistrzostwo stanu Victoria – Victorian State League (VSL) w 1980 roku.

## Kariera reprezentacyjna
Peter Ollerton zadebiutował w reprezentacji 25 kwietnia 1974 w zremisowanym 0-0 meczu z Urugwajem w Melbourne. W 1974 Australia wystąpiła w Mistrzostwach Świata 1974. Na turnieju w RFN Ollerton był rezerwowym i nie wystąpił w żadnym meczu. Ostatni raz w reprezentacji Abonyi zagrał 25 listopada 1977 w przegranym 0-1 meczu z Iranem w Teheranie w przegranych eliminacjach Mistrzostw Świata 1978. Ogółem w latach 1974–1977 wystąpił w 26 spotkaniach i strzelił 11 bramek.